# Singra

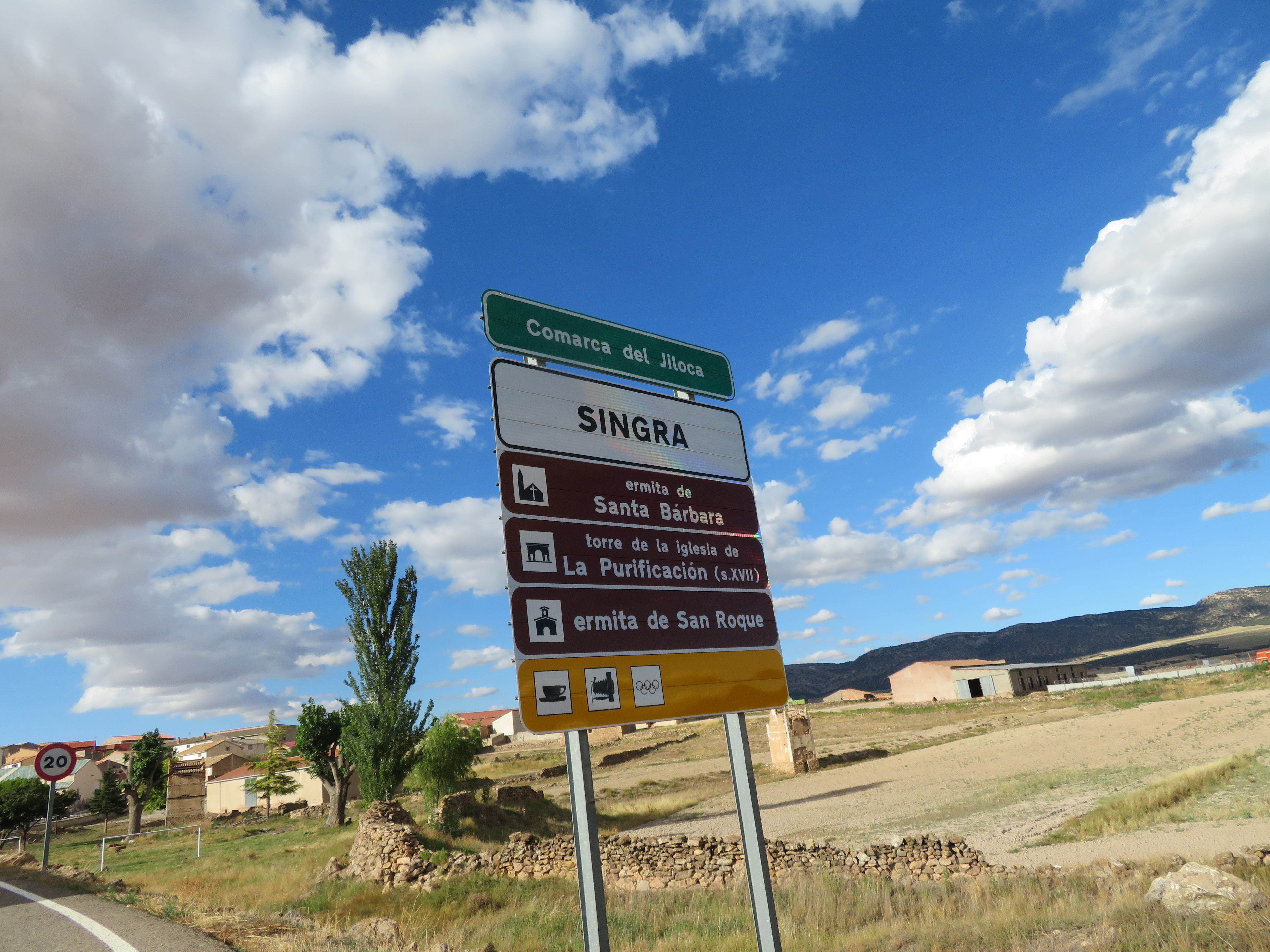
Singra

Singra ist ein Ort und eine Gemeinde (municipio) mit nur noch 75 Einwohnern (Stand: 2024) im äußersten Norden der Provinz Teruel in der autonomen Region Aragonien im östlichen Zentrum von Spanien. Die Gemeinde gehört zur bevölkerungsarmen Serranía Celtibérica.

## Lage und Klima
Singra liegt in der Sierra de Cucalón in ca. 1045 m Höhe und ist ca. 49 km (Fahrtstrecke) in nordnordwestlicher Richtung von der Provinzhauptstadt Teruel entfernt. Durch die Gemeinde führt die Autovía A-23.
Das Klima ist trotz der Höhenlage gemäßigt bis warm; Regen (ca. 504 mm/Jahr) fällt übers Jahr verteilt.

## Bevölkerungsentwicklung
| Jahr      | 1970 | 1981 | 1991 | 2001 | 2011 | 2021 |
| Einwohner | 320  | 184  | 145  | 95   | 79   | 67   |

## Sehenswürdigkeiten

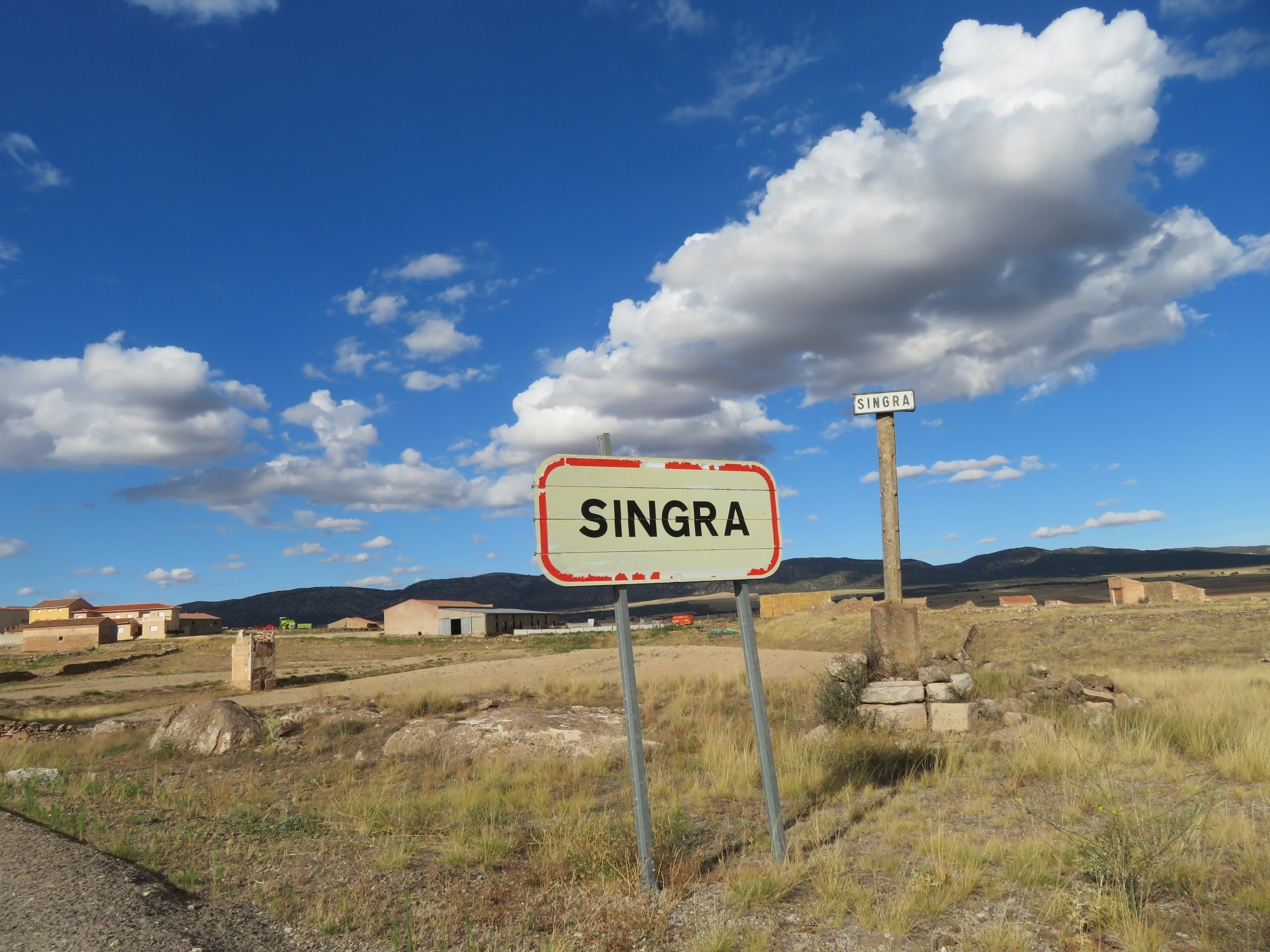
Singra

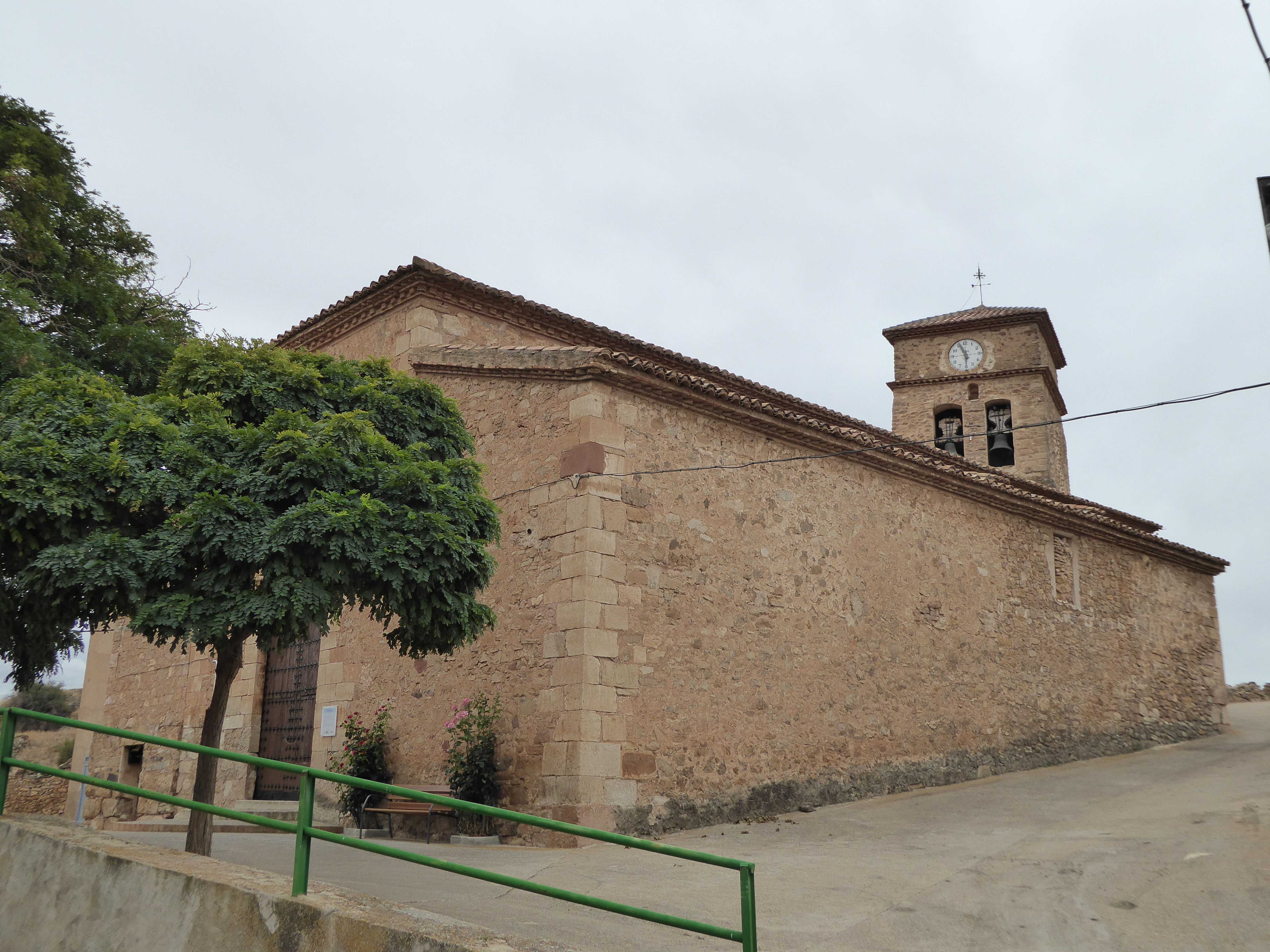
Kirche Darstellung des Herrn
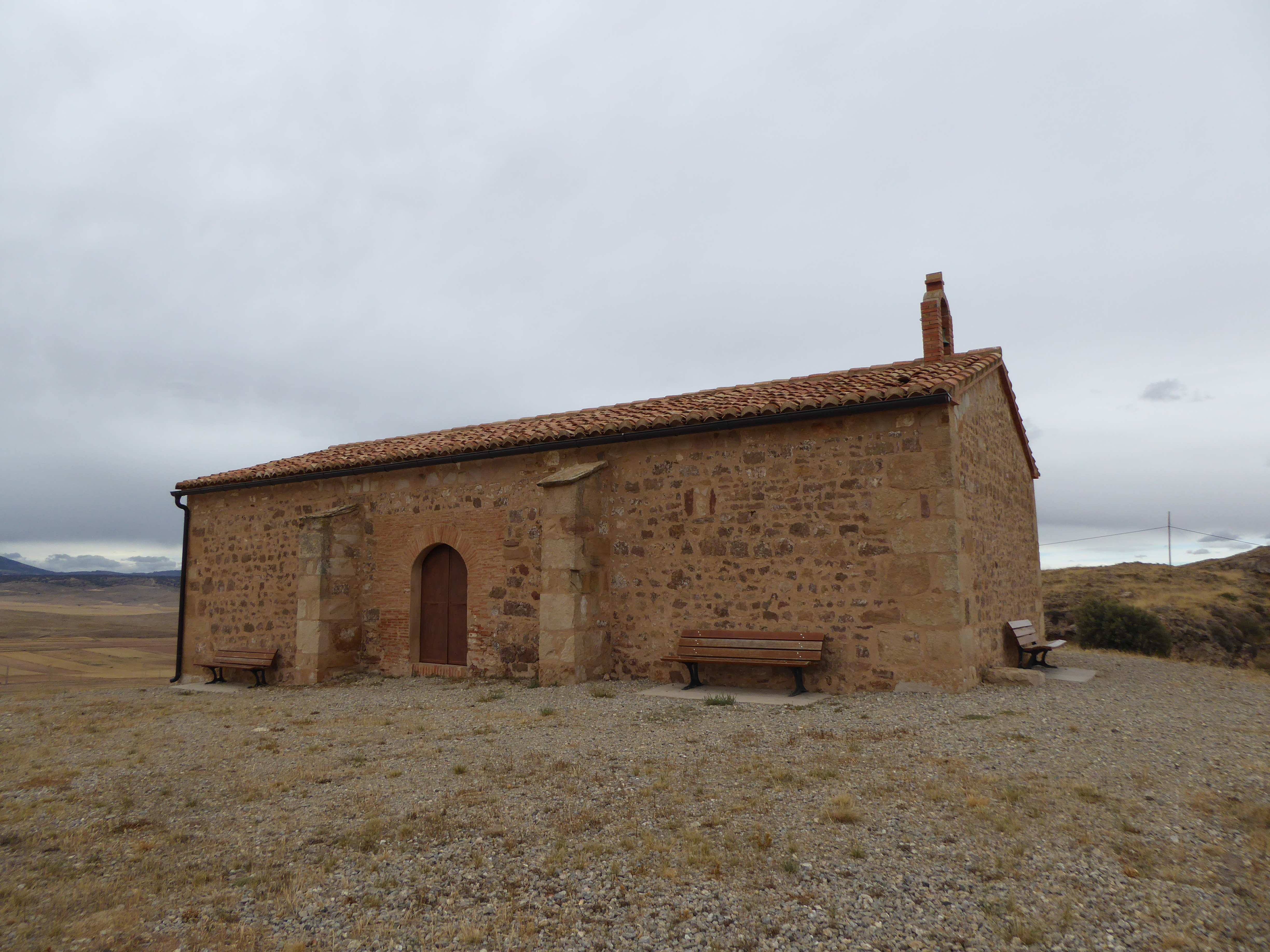
Rochuskapelle
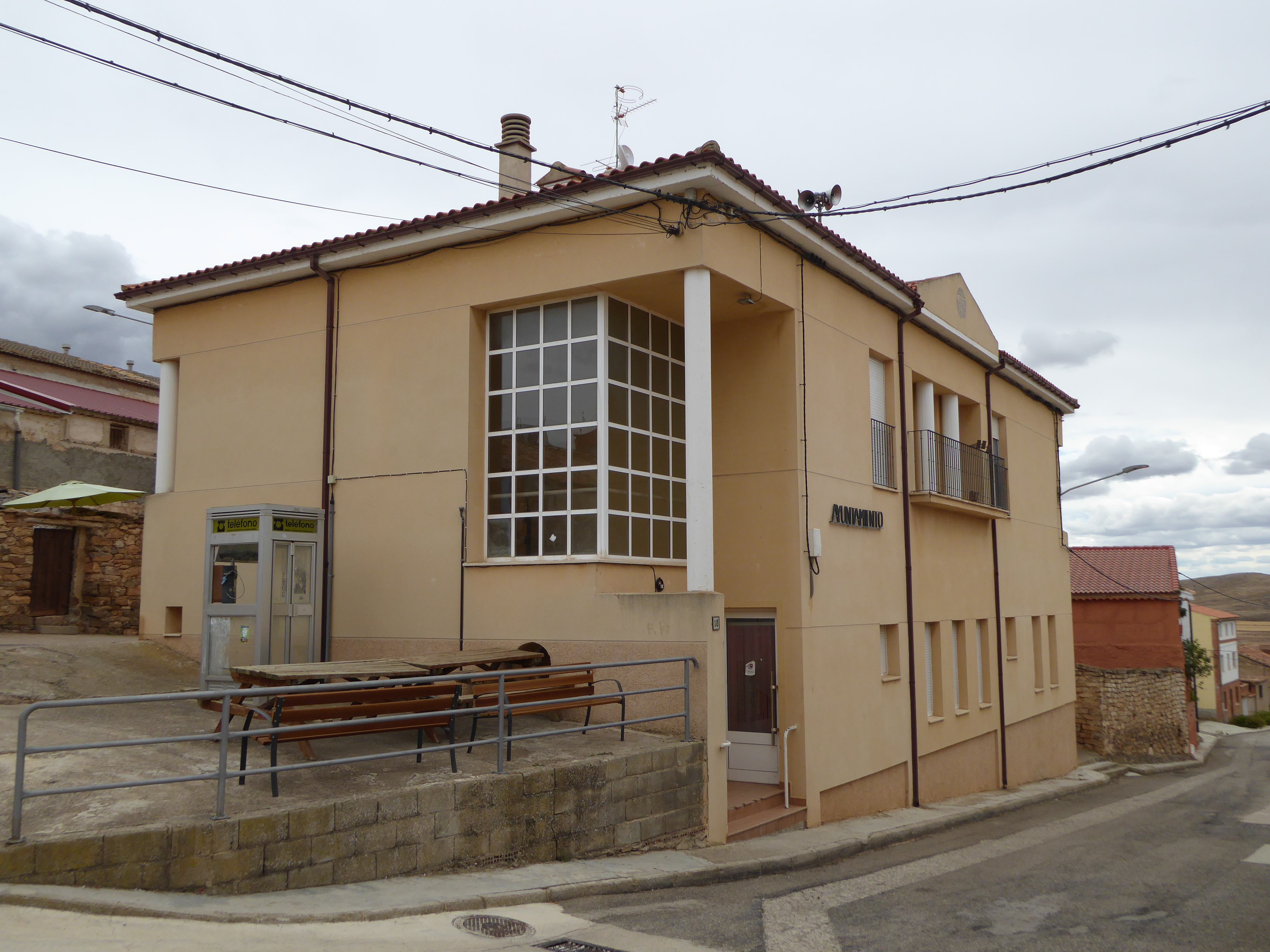
Barbarakapelle

- Kirche Darstellung des Herrn
- Rochuskapelle
- Rathaus